# Seznam opolských administrátorů a biskupů
Toto je seznam administrátorů (1945-1972) a biskupů (od 1972) opolských
| (Apoštolští) Administrátoři Opolského Slezska (1945-1972) | (Apoštolští) Administrátoři Opolského Slezska (1945-1972) | (Apoštolští) Administrátoři Opolského Slezska (1945-1972)    |
| --------------------------------------------------------- | --------------------------------------------------------- | ------------------------------------------------------------ |
| Bolesław Kominek                                          | 15. 8. 1945 - 26. 4. 1951                                 |                                                              |
| Franciszek Jop                                            | 26. 4. 1951 - 1951                                        |                                                              |
| kapitulní vikář Emil Kobierzycki                          | 1. 2. 1951 - 5. 12. 1956                                  |                                                              |
| biskup Franciszek Jop                                     | 5 12. 1956 - 28. 6. 1972                                  | apoštolský administrátor od 25. 5. 1967                      |
| Diecézní biskupové opolští (od roku 1972)                 |                                                           |                                                              |
| Franciszek Jop                                            | 28. 6. 1972 - 24. 9. 1976                                 | zemřel                                                       |
| Alfons Nossol                                             | 25. 6. 1977 - 14. 8. 2009                                 | od 12. 11. 1999 arcibiskup ad personam; nyní emeritní biskup |
| Andrzej Czaja                                             | 14. 8. 2009 - dosud                                       |                                                              |
| Pomocní biskupové v diecézi opolské                       |                                                           |                                                              |
| Wacław Wycisk                                             | (16. 11. 1958) 16. 10. 1967 - 22. 3. 1984                 | zemřel                                                       |
| Henryk Grzondziel                                         | (20. 5. 1959) 16. 10. 1967 - 24. 5. 1968                  | zemřel                                                       |
| Antoni Adamiuk                                            | 6. 6. 1970 - 2. 11. 1989                                  | poté emeritní biskup, zemřel 25. 1. 2000                     |
| Jan Wieczorek                                             | 12. 6. 1981 - 25. 3 1992                                  | jmenován diecézním biskupem gliwickým                        |
| Gerard Kusz                                               | 12. 6. 1985 - 25. 3. 1992                                 | jmenován pomocným biskupem gliwickým, zemřel 15. 3. 2021     |
| Jan Bagiński                                              | 8. 7. 1985 - 14. 8. 2009                                  | nyní emeritní biskup                                         |
| Jan Kopiec                                                | 5. 12. 1992 - 18. 12. 2011                                | jmenován diecézním biskupem gliwickým                        |
| Paweł Stobrawa                                            | 16. 4. 2003 - dosud                                       |                                                              |